# Tarapoa (parroquia)
Tarapoa es una localidad y la única Parroquia urbana del cantón Cuyabeno de la provincia ecuatoriana de Sucumbíos. La Parroquia tiene una superficie de 1146,53 km². El censo de 2024 contó 6999 habitantes. De estos, 999 residentes vivían en la ciudad principal. Hay un aeródromo en Tarapoa.

## Geografía
La Parroquia Tarapoa está ubicada en las tierras bajas amazónicas al sureste de la capital provincial Nueva Loja. El Río Aguarico fluye a lo largo de las fronteras administrativas occidental y meridional inicialmente hacia el sureste, luego hacia el este. La parte oriental del área limita con el río Aguas Negras al norte y con el río Cuyabeno al este. La parte occidental del área está limitada al noreste por el curso alto del río Cuyabeno. El paraje Tarapoa de 234  m de altura se ubica a 65 km al este-sureste de la capital provincial Nueva Loja. La carretera E10 (Nueva Loja – Puerto El Carmen de Putumayo) pasa por Tarapoa.
La Parroquia Tarapoa limita al norte con las Parroquias Pacayacu (Cantón Lago Agrio) y Sansahuari ( Cantón Putumayo ), al noreste con la Parroquia Aguas Negras , al este con la Parroquia Cuyabeno , al sur con las Parroquias Pañacocha y San Roque (ambos en el Cantón Shushufindi) y al Oeste a la Parroquia Shushufindi (también en el cantón Shushufindi).
La temperatura media anual en la zona es de 23 °C . El mes más cálido es febrero, cuando la temperatura promedio es de 24 °C, y el más frío es julio, con 21 °C. La precipitación media anual es de 3.607 milímetros. El mes más lluvioso es junio, con un promedio de 410 mm de precipitación , y el más seco es enero, con 189 mm de precipitación.

## Historia
El 8 de agosto de 1998 se crea el Cantón Cuyabeno y Tarapoa se convierte en parroquia urbana y sede de la administración del cantón.

## Ecología
La parte oriental de la Parroquia se encuentra dentro de la Reserva de producción de fauna Cuyabeno

## Turismo
- Loma Vista Hermosa. Se encuentra en el cantón Cuyabeno, al oeste de la parroquia Tarapoa, a 7 km del centro urbano, desde la cumbre de este lugar se puede apreciar el hermoso paisaje que rodea al mismo y un gran espacio ocupado por pantanos.